# Lars Holmström
Lars August Holmström, född 18 september 1894 i Hallen, Kilafors, Hanebo församling, Gävleborgs län, död 14 februari 1959 i Båstad, var en svensk konstsmed.
Lars Holmström var son till hovslagare August Holmström och Johanna Kristina Andersson.
Hans far, farfar och farfarsfar var alla smeder från Skåne och Lars följde sin far till olika platser i Sverige innan fadern kunde öppna egen verkstad i Södertälje. Lars lärde först i sin fars verkstad och siktade först på att bli hovslagare, men blev så illa sparkad att han senare övergick till smidesarbete. Vid 18 års ålder genomgick han Borgarskolan och kom sedan som stipendiat till konstsmed C G Ericsson (Carl Gustav Ericsson, sign Erco) i Arvika. Meningen var inte att han skulle stanna i Arvika men han fick av en tillfällighet arbete i Bröderna Erikssons Möbelverkstad och arbetade där en tid för mat och husrum. Efter ytterligare utbildning i Danmark slog han sig ned som smed i Haga, Arvika och blev 1921 konstsmed på allvar.
Lars har gjort armatur och sakrala kärl till många kyrkor, bl.a. i Göteborg, Kalmar, Stockholm, Uppsala samt till inte mindre än 57 kyrkor i Värmland. Han har gjort altarkorset i Björneborgs kyrka och tillsammans med C-G Ericsson mässingsljuskronorna i Trefaldighetskyrkan, Arvika.
Bland smiden till profana byggnader finns grindar och räcken till Rottneros Herrgård, Lundsbergs skola och Stadshotellet i Karlstad.
Han var bland de konsthantverkare som startade Arvika Konsthantverk och har smitt dess butiksskylt i järn och mässing.
År 1925 deltog Lars Holmström i Parisutställningen och slog igenom där med ljusstakar och ljuskronor och även med arbeten i silver. Han finns omnämnd i franska konsttidskrifter där hans verk betecknas som mästerliga konstverk. Han hade en stark känsla för materialet, något som han delar med värmländska hantverkare i allmänhet.
Lars Holmström var även amatörskådespelare i Sällskapet Wermlänningarne, ägnade sig åt folkdans i Jössehäringarnas Folkdanslag och deltog i Hemvärnet.
Smidesfirman flyttade så småningom från Haga till Dottevik och övertogs 1958 av konstsmeden Yngve Svensson som hade arbetat i firman sedan 1936 och därefter av Yngves son konstsmeden Per-Inge Svensson. De har fortsatt med tillverkningen av mässingsbrickor, ljuskronor, lampetter och kyrkoarbeten som sålts över hela Sverige.
Lars Holmström är begravd på Dagsås kyrkogård.